# Nussecke

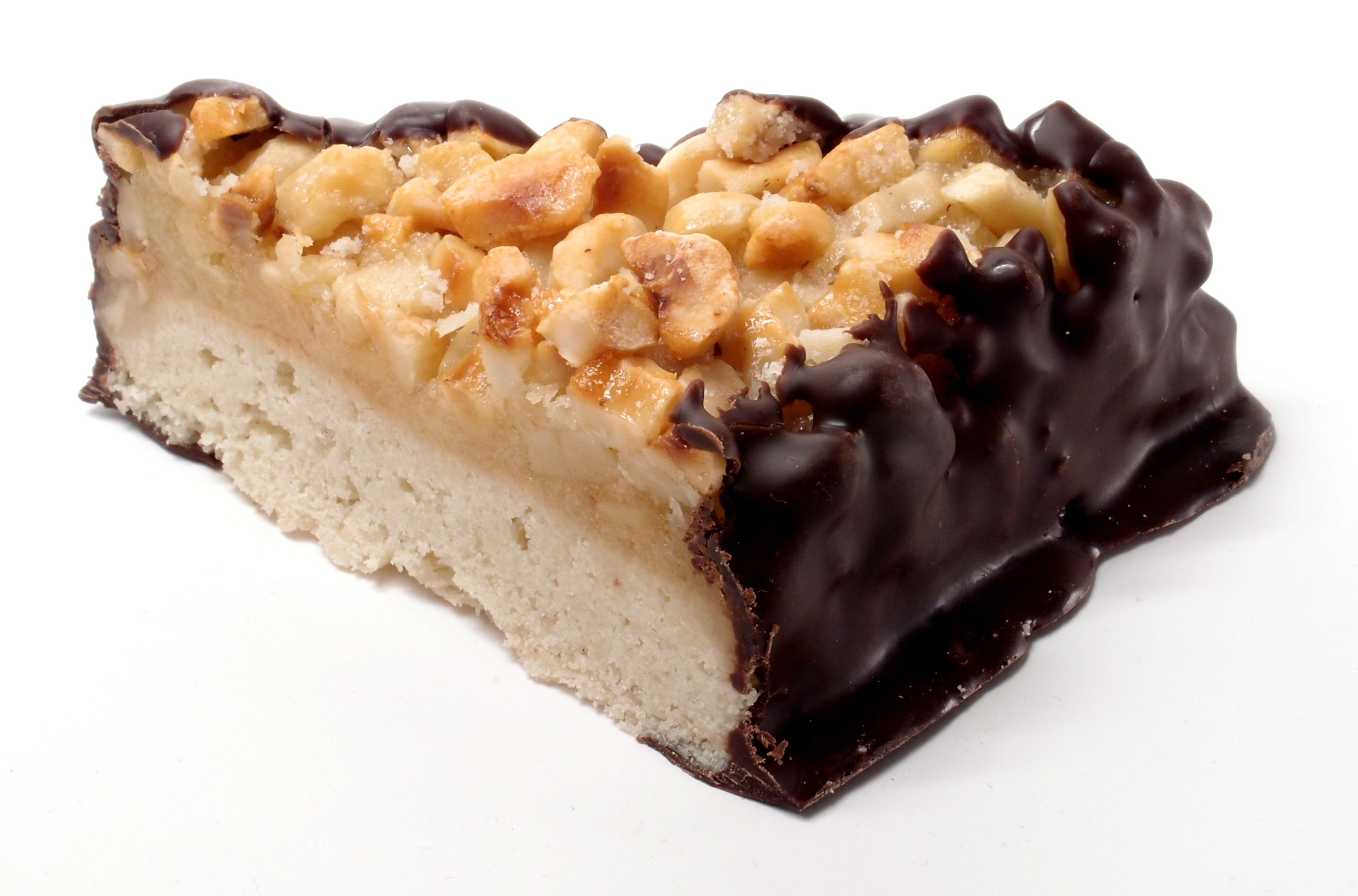
Aufgeschnittene Nussecke: sichtbar sind der Mürbeteigboden, eine Schicht aus Makronenmasse und die Decke aus Haselnüssen

Eine Nussecke ist ein Feingebäck aus einem Mürbeteigboden, einer Lage Konfitüre oder Makronenmasse und als oberster Schicht einer Röstmasse aus Nüssen.
Die Gebäckstücke werden nach dem Backen in Dreiecke geschnitten und an den Rändern oder Ecken mit Kuvertüre überzogen. Ein ähnliches Gebäck mit Mandeln anstelle von Nüssen ist unter dem Namen Mandelschnitte geläufig.
Der Schlagersänger Guildo Horn hat seine angebliche Vorliebe für Nussecken nach dem Rezept seiner Mutter zum Teil seines öffentlich gepflegten Images gemacht. Dadurch fand dieses Gebäck insbesondere während der Teilnahme Horns am Eurovision Song Contest 1998 breitere Aufmerksamkeit.
Die weltgrößte Nussecke wurde am 17. Dezember 2010 in Koblenz am Deutschen Eck von der Bäckerinnung Rhein-Mosel-Eifel zusammengesetzt. Das Backwerk hatte eine Größe von 5,6 auf 5,7 auf 9 Meter und wog 450 Kilogramm. Dies wurde von einem Richter für das Guinness-Buch der Rekorde bestätigt.